# Martello forestale
Il martello forestale è un particolare tipo di martello utilizzato dal personale dei diversi Corpi forestali delle Regioni a statuto speciale e delle Province autonome, nonché dai dottori agronomi e dai dottori forestali iscritti al relativo albo professionale, munito di sigillo recante: per gli appartenenti ai Corpi forestali, la sigla della qualifica e un numero progressivo separati da una stella; per gli iscritti all'albo dei dottori agronomi e dei dottori forestali, la sigla della Provincia dell'Ordine territoriale dell'iscritto, il numero di iscrizione all'albo e la sezione. La martellata è richiesta per i boschi governati a fustaia, al fine di contrassegnare gli alberi destinati ad essere abbattuti. Il soggetto preposto al servizio mette a nudo una parte del legno con la parte "ad accetta" (specchiatura), quindi con un colpo deciso dell'estremità "a martello" imprime il sigillo che sarà visibile e riconoscibile dal boscaiolo addetto al taglio.
Da questa pratica deriva il nome "martelloscopio" ovvero un'area designata all'interno di un soprassuolo forestale che funge da "palestra d'addestramento" dei giovani forestali durante le simulazioni di martellate forestali previa stima del valore economico ed ecologico delle piante.

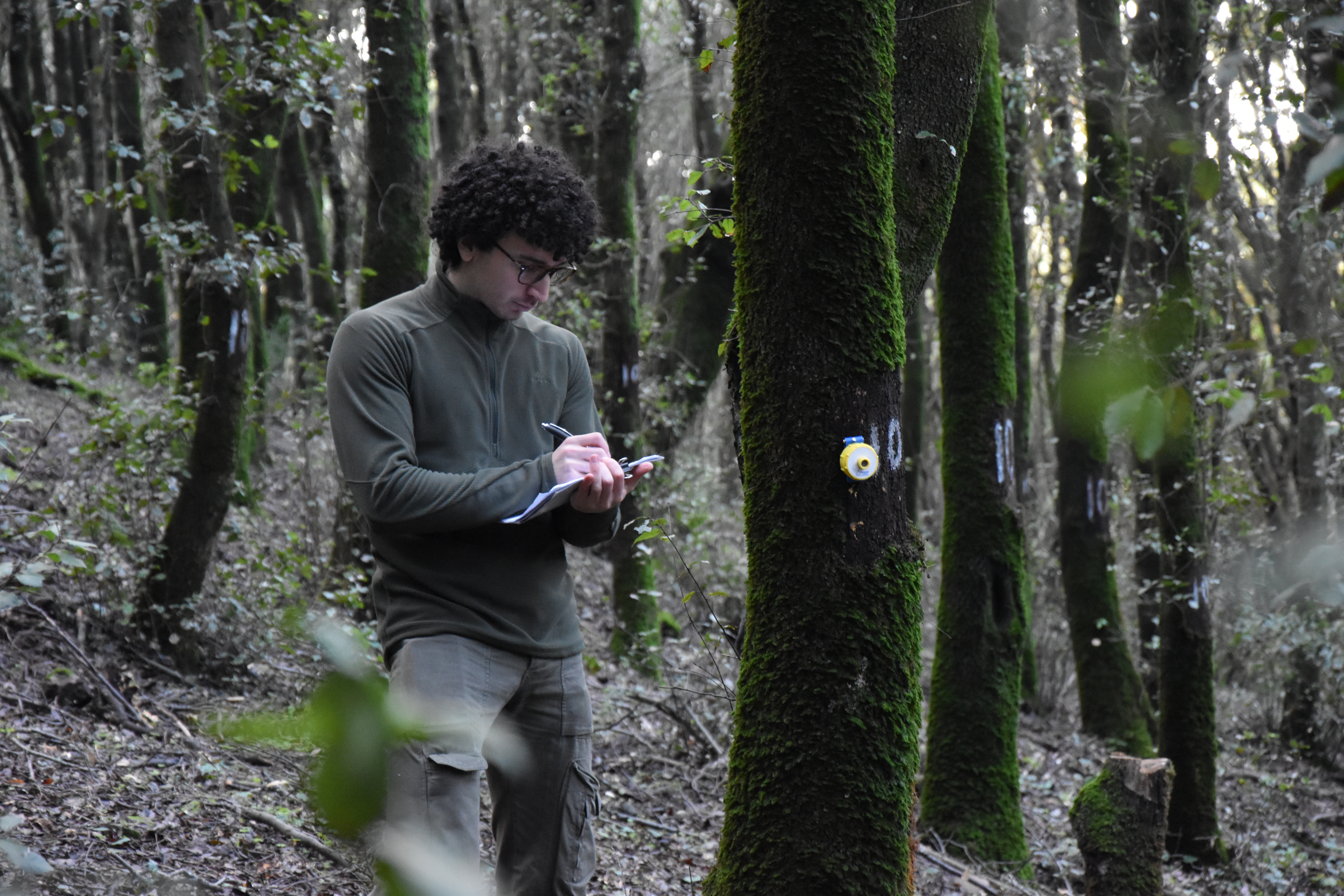
Esercitazione all'interno del martelloscopio di Monte Arci, Oristano.